# Детский сад Вольфартсвайера

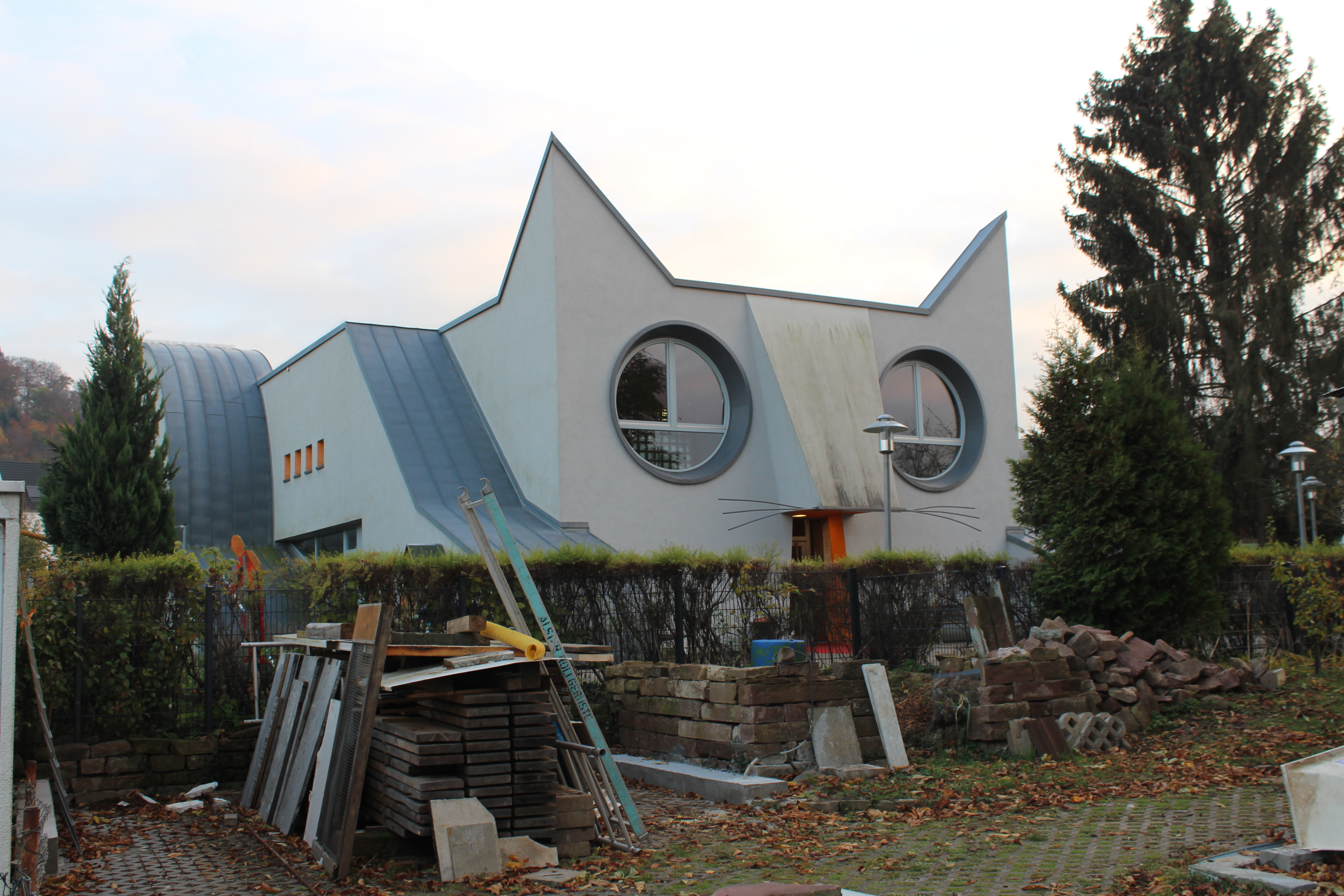
Детский сад Вольфартсвайера

Детский сад Вольфартсвайера — это детский сад, спроектированный фирмой Карлсруэ «Yöndel Zimmerlin Architekten» совместно с Томи Унгерером в районе Вольфартсвайер, Карлсруэ, Германия. Он выделяется своей необычной конструкцией, напоминающей затаившуюся кошку. Здание детского сада имеет два этажа, в высоту 8,52 метра и имеет площадь 24,29 х 19,73 метра. Детский сад был открыт 8 февраля 2002 года.
Вход выполнен в виде «рта» кошки, куда дети заходят по красному ковру, имитирующему язык. Внутри пристроек-лап находятся помещения для игр, а внутри «живота» — раздевалка, учебная комната, кухня, столовая и лестница на второй этаж. Второй этаж в виде «головы» кошки представляет собой освещенный Солнцем просторный зал с большими окнами, играющими роль «глаз» кошки. Дети могут скатываться по горке внутри трубы, которая выполнена в виде хвоста кошки. Крышу покрывает травяной газон, имитирующий шерсть кошки.